# غار سن-مارسل-داردش

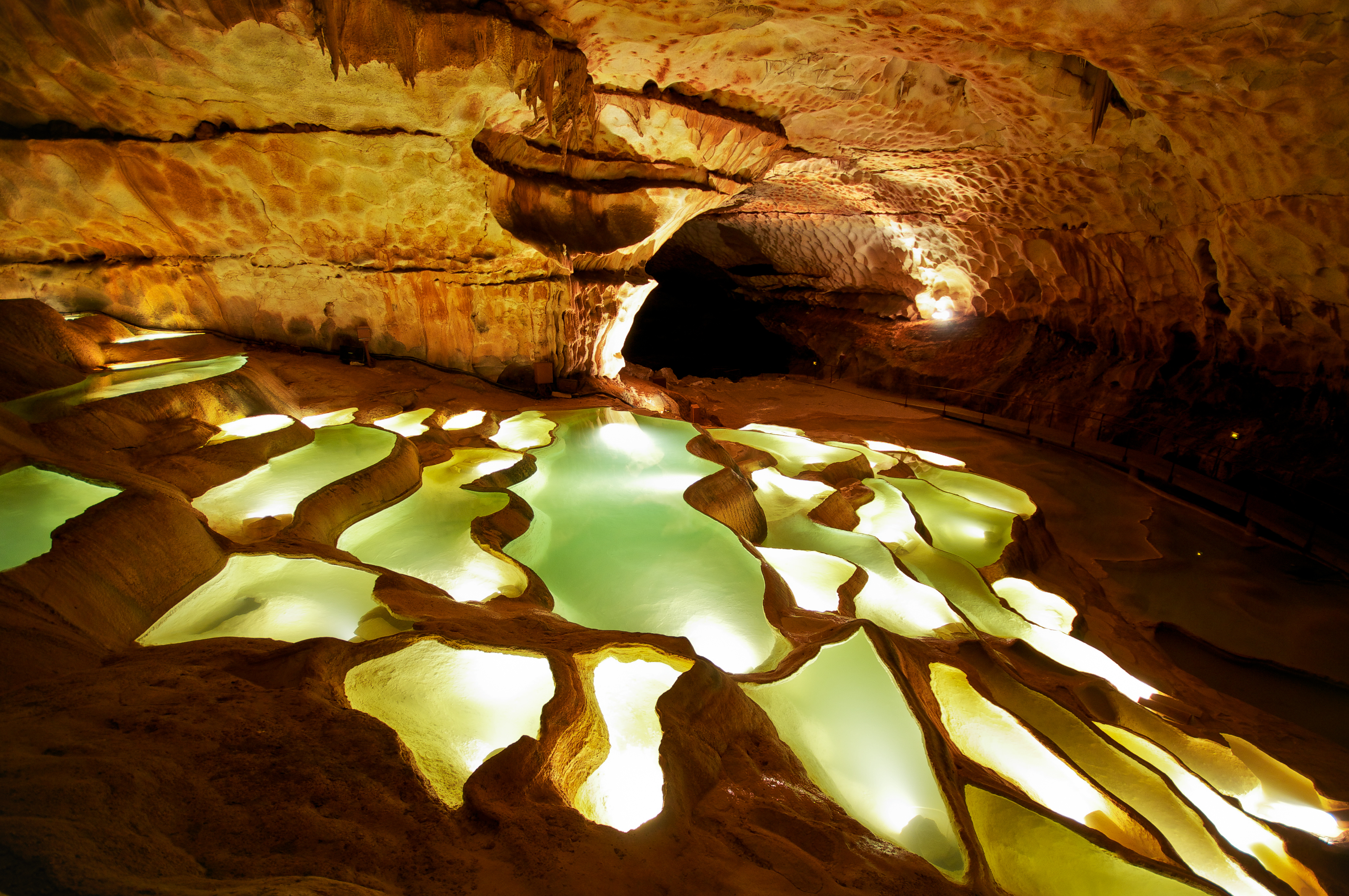

غار سن-مارسل-داردش در نزدیکی کمون سن-مارسل-داردش، شهرستان آردش، در جنوب فرانسه قرار دارد. امکان بازدید از این غار توریستی از سال ۱۹۸۹ میسر شده است.  این غار از سال ۱۹۴۳ جزء مناطق حفاظت شده قرار گرفته است.